# Fiskdamm
För andra betydelser, se Fiskdamm (olika betydelser).

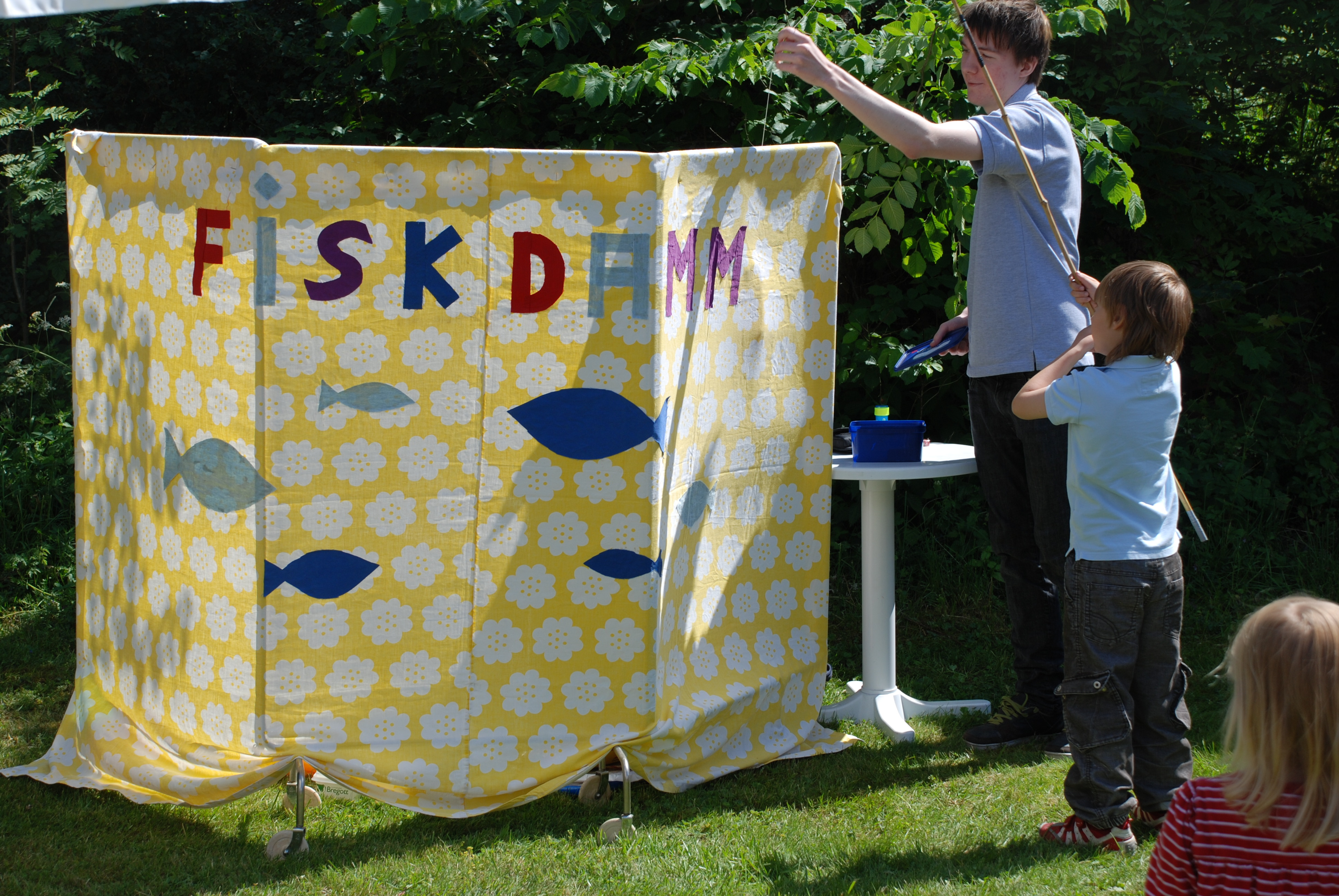
Midsommarfirande med fiskdamm.

Fiskdamm är en fiskeinspirerad lek som förekommer på barnkalas, nöjesfält och liknande. Leken är belagd i det svenska språket åtminstone sedan 1894.
Deltagarna har var sitt metspö med "rev", vanligen ett snöre, och en "fiskekrok", ofta i form av en klädnypa. Med spöet fiskar deltagarna efter presenter bakom ett uppspänt skynke (oftast ett lakan eller en större bordsduk), där det sitter en person och fäster saker. Det kan vara små paket, godispåsar eller annat som går att fästa i klädnypan. När "fångsten fastnat på kroken" kan personen rycka i reven eller ropa exempelvis "napp" för att signalera för deltagaren att denne kan dra upp sin fångst.
Personen bakom skynket kan välja att sätta på riktiga presenter, som godispåsar eller påsar med blandat innehåll såsom godis, bullar, kakor, russin, frukt, ballonger och mindre leksaker. Ibland kan fångsten bestå av oväntade och ovälkomna skämtpresenter, som en strumpa eller en rulle toalettpapper, varpå fiskaren får försöka igen.